# H2AFY
H2AFY (англ. H2A histone family member Y) – білок, який кодується однойменним геном, розташованим у людей на короткому плечі 5-ї хромосоми. Довжина поліпептидного ланцюга білка становить 372 амінокислот, а молекулярна маса — 39 617.
| 10         |  | 20         |  | 30         |  | 40         |  | 50         |
| ---------- |  | ---------- |  | ---------- |  | ---------- |  | ---------- |
| MSSRGGKKKS |  | TKTSRSAKAG |  | VIFPVGRMLR |  | YIKKGHPKYR |  | IGVGAPVYMA |
| AVLEYLTAEI |  | LELAGNAARD |  | NKKGRVTPRH |  | ILLAVANDEE |  | LNQLLKGVTI |
| ASGGVLPNIH |  | PELLAKKRGS |  | KGKLEAIITP |  | PPAKKAKSPS |  | QKKPVSKKAG |
| GKKGARKSKK |  | KQGEVSKAAS |  | ADSTTEGTPA |  | DGFTVLSTKS |  | LFLGQKLNLI |
| HSEISNLAGF |  | EVEAIINPTN |  | ADIDLKDDLG |  | NTLEKKGGKE |  | FVEAVLELRK |
| KNGPLEVAGA |  | AVSAGHGLPA |  | KFVIHCNSPV |  | WGADKCEELL |  | EKTVKNCLAL |
| ADDKKLKSIA |  | FPSIGSGRNG |  | FPKQTAAQLI |  | LKAISSYFVS |  | TMSSSIKTVY |
| FVLFDSESIG |  | IYVQEMAKLD |  | AN         |  |            |  |            |

A: Аланін

C: Цистеїн

D: Аспарагінова кислота

E: Глутамінова кислота

F: Фенілаланін

G: Гліцин

H: Гістидин

I: Ізолейцин

K: Лізин

L: Лейцин

M: Метіонін

N: Аспарагін

P: Пролін

Q: Глутамін

R: Аргінін

S: Серин

T: Треонін

V: Валін

W: Триптофан

Кодований геном білок за функціями належить до регуляторів хроматину, фосфопротеїнів. 
Задіяний у таких біологічних процесах, як ацетилювання, альтернативний сплайсинг. 
Білок має сайт для зв'язування з ДНК. 
Локалізований у ядрі, хромосомах.